# Charles Keck
Pour les articles homonymes, voir Keck.
Charles Keck (9 septembre 1875 – 23 avril 1951) est un sculpteur américain originaire de New York. Il est connu pour la statue du Père Duffy sur Times Square à New York et pour avoir été l'assistant du sculpteur Augustus Saint-Gaudens.

## Jeunesse
Charles Keck naît à New York et étudie à l'Académie Nationale de Design ainsi qu'à la Ligue des Étudiants d'Art avec Philip Martiny. Il est assistant dans l'atelier d'Augustus Saint-Gaudens de 1893 à 1898, aidant le sculpteur à produire des œuvres telles que son monument à James Garfield (1895) pour le Fairmont Park à Philadelphie. Keck remporté la bourse Rinehart de l'Académie des Beaux-Arts de Pennsylvanie, ce qui lui permet de se rendre à Rome, où il étudie de 1899 à 1905. De retour à New York en 1905, il occupe l'ancien atelier de Saint-Gaudens sur la 36e rue Ouest.

## Œuvres
En 1913, Keck conçoit une plaque commémorative réalisée à partir de métal récupéré de l'USS Maine après qu'il est remonté du fond du port de La Havane l'année précédente. Plus d'un millier de ces plaques ont été coulées et elles sont réparties de manière inégale dans tous les États-Unis, dans des musées et des collections privées, voire sur des monuments comme le USS Maine National Monument à New York. Cette même année, il modélise une statue en pied de George Washington, commandée comme cadeau à la ville de Buenos Aires de la part des Américains qui y vivaient. En 1922, sa statue de Booker T. Washington est dévoilée à Tuskegee, en Alabama. En 1931, Keck achève le Grand Sceau du Commonwealth de Virginie. L'avers du sceau est encore utilisé à ce jour et apparaît également sur le drapeau de l'État.
Keck continue à travailler dans les années 30 et 40. Ses œuvres les plus connues incluent le bronze grandeur nature du Père Duffy, qui est érigé à Times Square en 1937, et sa figure antérieure, America, la principale pièce de sculpture du mémorial élaboré des soldats du comté d'Allegheny, à Pittsburgh. Ses statues de l'homme d'État Charles B. Aycock (en) et du gouverneur Huey P. Long se trouvent dans la salle des statues du Capitole des États-Unis. Keck était membre de la Ligue Architecturale de New York (en), membre de l'Académie Américaine à Rome, et membre de la Société Nationale de Sculpture (en), où il sert en tant que président.
Charles Keck est également le créateur de la pièce de 1 dollar commémorative de l'exposition universelle de 1915.

## Décès
Charles Keck est mort à la suite d'un problème cardiaque le 23 avril 1975, à l'âge de 75 ans à Carmel, dans l'État de New York, où il passe le weekend. Son enterrement a lieu au cimetière rural de Fishkill.